# Martinus Manger Cats
Martinus Manger Cats (Leeuwarden, 24 augustus 1817 - Leeuwarden, 12 november 1896) was een Nederlandse politicus.

## Familie
Manger Cats werd geboren als telg uit het geslacht Cats en zoon van Samuel Hendrik Cats, belastingontvanger, en Catharina van Vierssen. Bij Koninklijk Besluit van 16 april 1829, nr 40, werd de achternaam Cats voor vader Samuel en zijn nakomelingen gewijzigd in Manger Cats. Hij trouwde in 1840 met Sara Susanna Bienema (1815-1903).

## Loopbaan
Manger Cats werd in 1842 grietman van Smallingerland en was er, na invoering van de gemeentewet, van 1851 tot 1856 burgemeester. Hij was daarnaast lid van de Provinciale Staten. Hij liet in 1843 Haersma State bouwen in Drachten. Hij werd in 1857 als burgemeester opgevolgd door zijn broer Epeus. Martinus had de bijnaam 'de zwarte Cats', zijn broer Epeus 'de witte Cats'. Het Manger Catsperk in Drachten is naar beide broers vernoemd.
In 1856 vestigde Manger Cats zich weer in Leeuwarden, waar hij diverse bestuursfuncties vervulde, hij was onder meer voogd en rentmeester van het Nieuw Stads Weeshuis in Leeuwarden, voorzitter van de militieraad en vicevoorzitter van de commissie van administratie over de gevangenissen.